# Кублич
Кублич (укр. Кублич) — посёлок, входит в Тепликский район Винницкой области Украины.
Население по переписи 2001 года составляло 246 человек. Почтовый индекс — 23814. Телефонный код — 4353. Занимает площадь 0,023 км². Код КОАТУУ — 523787007.

## Местный совет
23814, Вінницька обл., Теплицький р-н, с. Степанівка, вул. Леніна, 20  (укр.)